# There for You
There for You è un singolo del DJ olandese Martin Garrix e del cantante australiano Troye Sivan, pubblicato il 26 maggio 2017.

## Descrizione
Il brano è stato scritto da Brett McLaughlin, Martin Garrix, Ben Burgess, William Lobban Bean, Troye Sivan e Jessie Thomas.

## Tracce
1. There for You – 3:41

## Classifiche
| Classifica (2017) | Posizione massima |
| ----------------- | ----------------- |
| Australia         | 23                |
| Austria           | 25                |
| Belgio (Fiandre)  | 19                |
| Belgio (Vallonia) | 15                |
| Canada            | 48                |
| Danimarca         | 26                |
| Finlandia         | 19                |
| Francia           | 77                |
| Germania          | 31                |
| Irlanda           | 28                |
| Italia            | 30                |
| Norvegia          | 31                |
| Nuova Zelanda     | 22                |
| Paesi Bassi       | 12                |
| Regno Unito       | 40                |
| Repubblica Ceca   | 6                 |
| Slovacchia        | 10                |
| Spagna            | 62                |
| Stati Uniti       | 94                |
| Svezia            | 34                |
| Svizzera          | 24                |
| Ungheria          | 25                |